# Forcat
Forcat és un poble de la comarca aragonesa de la Ribagorça. Pertany al municipi de Montanui i es troba a 1.040 msnm. Hi viuen 9 persones. La seua església és dedicada a Santa Eulàlia i és del sigle XVIII.